# Municipal District of Peace No. 135
Der Municipal District of Peace No. 135 ist einer der 63 „municipal district“ in Alberta, Kanada. Der Verwaltungsbezirk liegt in der Region Nord-Alberta und gehört zur „Census Division 19“. Er wurde zum 11. Dezember 1916 eingerichtet (incorporated als „Rural Municipality of Peace No. 857“) und hat seinen Verwaltungssitz in Berwyn.
Der Verwaltungsbezirk ist für die kommunale Selbstverwaltung in den ländlichen Gebieten sowie den nicht rechtsfähigen Gemeinden, wie Dörfern und Weilern und ähnlichem, zuständig. Für die Verwaltung der Städte (City) und Kleinstädte (Town) in seinen Gebietsgrenzen ist er nicht zuständig.

## Lage
Der „Municipal District“ liegt im Nordwesten der kanadischen Provinz Alberta. Im Südosten bildet der Peace River die Grenze des Bezirks. Im nördlichen Bereich liegen der Cardinal Lake und der Queen Elizabeth Provincial Park.
| Clear Hills County                     | County of Northern Lights                   | Northern Sunrise County |
| Municipal District of Fairview No. 136 | Kompassrose, die auf Nachbargemeinden zeigt |                         |
|                                        |                                             | Birch Hills County      |

## Bevölkerung
Der „Municipal District“ ist für einen ländlichen Bezirk relativ dicht besiedelt, der Schwerpunkt der Besiedlung zieht sich im Wesentlichen entlang des Alberta Highway 2.
| Jahr | Erhebung          | Einwohner | Änderung | Fläche (km²) | Bev.-dichte (EW/km²) |
| ---- | ----------------- | --------- | -------- | ------------ | -------------------- |
| 2016 | Volkszählung 2016 | 1747      | + 20,8 % | 847,47       | 2,1                  |
| 2011 | Volkszählung 2011 | 1344      | - 9,6 %  | 850,88       | 1,6                  |

## Gemeinden und Ortschaften
Folgende Gemeinden liegen innerhalb der Grenzen des Verwaltungsbezirks:
- Stadt (City): keine
- Kleinstadt (Town): Grimshaw, Peace River
- Dorf (Village): Brownvale
- Weiler (Hamlet) u. ä.: keine

Außerdem bestehen noch weitere, noch kleinere Ansiedlungen wie beispielsweise Sommerdörfer.